# 가면라이더 가브
《가면라이더 가브》(일본어: 仮面ライダーガヴ 카멘라이다 가부[*], 영어: Kamen Rider Gavv)는 레이와 라이더의 여섯번째 작품으로, 2024년 9월 1일 오전 9시 부터 방영중이다.

## 시놉시스
살며시 다가오는 몬스터의 위협
이세계의 몬스터, 그래뉴트.
사람들은 아직 모른다.
녀석들이 몰래 인간계에 오고 있다는 걸.
사람들은 아직 모른다.
녀석들이 인간을 덮치고, 잡아가고 있다는 걸.
인간을 지키기 위해,
한 청년이 일어선다!
먹는 것을 좋아하는 청년 쇼마.
쇼마는 과자를 먹어
권속이 되는 존재 「고치조우」를 만들어내고,
가면라이더로 변신하는 힘을 손에 넣는다.
그래뉴트로부터
사람들의 행복을 지키기 위해 싸우는
쇼마의 이야기가 지금 시작된다!

## 등장인물

### 만물상 하피파레
쇼우마 (가면라이더 가브)치넨 히데카즈 ■
아마네 사치카미야베 노조미
카라키다 한토 (가면라이더 발렌)히노 유스케 ■
라키아 아마르가 (가면라이더 브람)쇼지 코헤이 ■

### 저널리스트
시오야 소우지코마츠 토시마사

### 과자점 히다마리
이노우에 마사루한다 슈헤이

### 그래뉴트 연구가
스가 켄조 (가면라이더 베이크) (가면라이더 비터 가브 마블브레이쿠키 폼)아사누마 신타로 ■ ■
다크 쇼마 (가면라이더 비터 가브)치넨 히데카즈 ■

### 무소속
이노우에 미치루나카지마 아리사
히로이 하지메히라노 아야키
카라키다 사에와가츠마 미와코

### 그래뉴트계
코메르 아마르가야마모토 카즈토미
마겐 (가면라이더 비터 가브 브레이쿠키 폼)니하시 신이치 / 타카기 와타루 ■

### 잘다크 가
리젤 잘다크카마타 엘레나
복카 잘다크후나키 타케루 / 야스모토 히로키
버틀러시모와다 히로키

### 스토머크 가
랑고 스토머크츠카모토 타카시
그로타 스토머크치토세 마치
니엘브 스토머크타키자와 료
시타 스토머크카와사키 호노카
지프 스토머크 (가면라이더 비터 가브 바키바키스틱 폼)코가 루이토 ■
덴테 스토머크타다노 요헤이
부쉬 스토머크타케우치 료타
좀브 스토머크시마다 빈

## 키 아이템
고치조우

## 변신벨트 & 도구
가브
발렌버스터

## 바이크
브루캔버기
고치스피더

## 무장
가브가블레이드
자쿠자쿠칩슬래셔
초코돈단건

## 괴인
그래뉴트

## 용어
스토머크 사
암흑과자
인프레스
가브
만물상 하피파레

## 주제가
오프닝
Got Boost?(노래: FANTASTICS from EXILE TRIBE)
삽입곡
마이・히어로 (노래: 50TA(카노 에이코))

## 평가
| 이전 가면라이더 갓챠드 2023년 9월 3일 ~ 2024년 8월 25일 | 제 6대 레이와 가면라이더 시리즈 2024년 9월 1일 ~ 2025년 8월 31일 | 다음 가면라이더 젯츠 2025년 9월 7일 ~ 방영예정 |